# Commonwealth Realm
Ein Commonwealth Realm [rɛlm] (englisch Commonwealth realm etwa „Commonwealth-Königreich“) ist ein souveräner Mitgliedstaat des Commonwealth of Nations, der mit der britischen Krone in Personalunion verbunden ist.
Inhaber der britischen Krone ist seit dem 8. September 2022 Charles III. Formal setzt in jedem der 15 Länder der Monarch staatsrechtliche Akte mit seinem Recht als König des jeweiligen Landes, das Commonwealth Realm ist. Tatsächlich aber nimmt alle protokollarischen Aufgaben der jeweilige Generalgouverneur wahr, auf dessen Auswahl er keinen Einfluss mehr hat, der zumeist nicht mehr Brite sein darf und den er nur noch formal zu bestätigen hat.
Die Commonwealth Realms sind nicht mit dem Commonwealth of Nations an sich gleichzusetzen. Unter den derzeitigen Mitgliedsstaaten des Commonwealth sind nur 15 Realms, dagegen 35 Republiken und 5 konstitutionelle Monarchien anderer Dynastien. Innerhalb des Commonwealth gibt es keinen Unterschied zwischen den Commonwealth Realms und den übrigen Mitgliedern, mit einer Ausnahme: Nur Bürger der Realms können von der britischen Krone in den Adelsstand erhoben werden.

## Die Commonwealth Realms

Heutige Commonwealth Realms
Ehemalige Commonwealth Realms, die heute Republiken sind

Die derzeitigen 15 Commonwealth Realms sind (in alphabetischer Reihenfolge):
- Antigua und Barbuda
- Australien
- Bahamas
- Belize
- Grenada
- Jamaika
- Kanada
- Neuseeland
- Papua-Neuguinea
- Salomonen
- St. Kitts und Nevis
- St. Lucia
- St. Vincent und die Grenadinen
- Tuvalu
- Vereinigtes Königreich

## Geschichte
Derzeit (Stand: 24. Juli 2025) gibt es 15 Commonwealth Realms. Davon sind 13 und die ehemaligen Realms ehemalige britische Kolonien, die sich zu selbständigen Staaten entwickelt haben. Die beiden einzigen Ausnahmen sind das Vereinigte Königreich selbst (als ehemaliges Mutterland des Britischen Weltreichs) sowie Papua-Neuguinea, das seine Unabhängigkeit nicht direkt von Großbritannien, sondern 1975 von Australien erhalten hat (Nordost-Neuguinea war erst eine deutsche Kolonie, die aber zu Beginn des Ersten Weltkriegs von Australien besetzt und später vom Völkerbund als treuhänderisch zu verwaltendes Mandat an dieses übergeben wurde, während Papua aus einem britischen Protektorat hervorging, das schon 1902 an Australien übertragen worden war).

### Die ersten Dominions
Die Möglichkeit, eine britische Kolonie in ein neues Königreich umzuwandeln, wurde erstmals in den 1860er Jahren erwogen, als der Vorschlag aufkam, die Kanadische Konföderation in Kingdom of Canada (Königreich Kanada) umzubenennen. Diese Idee stieß aber sowohl im britischen Kolonialministerium als auch in den Vereinigten Staaten auf Widerstand, und so wurde der sich selbst verwaltende Staatenbund 1867 Dominion of Canada genannt.
In der zweiten Hälfte des 19. Jahrhunderts erlangten weitere britische Kolonien die Selbstverwaltung. Bei der Reichskonferenz 1907 bestand der kanadische Premierminister Wilfrid Laurier auf einer Formulierung, die den Unterschied zwischen den Kron- und den selbstverwalteten Kolonien hervorhob. Daraufhin wurde der Begriff Dominion für alle selbstverwalteten Kolonien benutzt, also Australien, Neuseeland, Neufundland, die Kapkolonie, Natal und Transvaal. Bereits 1910 schlossen sich die Kapkolonie, Natal und Transvaal mit der Oranjefluss-Kolonie zur Südafrikanischen Union zusammen, die ebenfalls Dominionstatus erhielt. Im Jahre 1921 kam der Irische Freistaat hinzu, der den Dominionstatus aber nur widerwillig im Frieden mit dem Vereinigten Königreich angenommen hatte.
Obwohl sich die Dominions selbst verwalteten, unterlag ihre Gesetzgebung zumindest theoretisch nach wie vor dem britischen Parlament; der Monarch des Vereinigten Königreichs herrschte über sie als Teil eines imperialen Herrschaftsbereichs, und die britische Regierung wurde in jedem Dominion von einem Generalgouverneur vertreten. Das Vereinigte Königreich blieb verantwortlich für die Außen- und Verteidigungspolitik der Länder. Tatsächlich aber zerfiel dieses einheitliche System weiter. Die internationale Bedeutung der Dominions stieg im Zuge des Ersten Weltkriegs, sie unterschrieben den Friedensvertrag von Versailles eigenständig und erlangten zusammen mit Indien einen Sitz im Völkerbund. Kanada tauschte 1920 mit den Vereinigten Staaten Gesandte aus, und drei Jahre später unterzeichnete es ein Abkommen in eigenem Namen. Im Jahre 1925 lehnten es die Dominions ab, sich an die britische Unterschrift unter die Verträge von Locarno zu binden.

### Der Balfour-Bericht
Im Balfour-Bericht von 1926 fand dieser souveräne Status der Dominions dann Anerkennung. Wörtlich hieß es zur Rolle des Vereinigten Königreichs und der Dominions:

“They are autonomous Communities within the British Empire, equal in status, in no way subordinate one to another in any aspect of their domestic or external affairs, though united by a common allegiance to the Crown, and freely associated as members of the British Commonwealth of Nations.”

„Sie sind autonome Gemeinschaften innerhalb des Britischen Weltreichs, gleichberechtigt, in keiner Weise in irgendeiner Hinsicht der Innen- und Außenpolitik einander untergeordnet, dennoch vereinigt durch eine gemeinsame Untertanentreue zur Krone und freiwillig zusammengeschlossen als Mitglieder des Britischen Commonwealth of Nations.“

Infolge des Berichts bauten die Regierungen der Dominions getrennte und direkte Beziehungen mit dem Königshaus auf, der Generalgouverneur wurde zum persönlichen Vertreter des Monarchen. Daraufhin wurde 1927 der Royal and Parliamentary Titles Act verabschiedet, der zum einen die Loslösung des Irischen Freistaates manifestierte und nach dem zum anderen der König als König jedes einzelnen Staates und nicht mehr als britischer König in jedem einzelnen Staat regierte.

### Das Statut von Westminster
Endgültig umgesetzt wurde der Balfour-Bericht dann mit dem Statut von Westminster von 1931. Mit diesem erhielten die Dominions Kanada, Australien, Neuseeland, Südafrikanische Union, Irischer Freistaat und Neufundland gesetzgeberische Unabhängigkeit, auch wenn einige wenige Rechte, wie etwa bestimmte Verfassungsänderungen und auf Anfrage die Übernahme der Regierungsgeschäfte, beim britischen Parlament verblieben. In Australien, Neuseeland und Neufundland musste das Statut vom dortigen Parlament noch ratifiziert werden, was in Australien erst 1942 und in Neuseeland erst 1947 geschah. In Neufundland wurde das Statut nie ratifiziert, das dortige Dominion wurde 1934 wieder in eine Kolonie umgewandelt und schloss sich 1949 Kanada an. Im selben Jahr klärte sich auch der Status des Irischen Freistaats, der spätestens ab diesem Zeitpunkt eine von der britischen Monarchie unabhängige Republik bildete.

### Der Zerfall Britisch-Indiens
Den nächsten Schritt zur Errichtung der Commonwealth Realms stellte der Zerfall Britisch-Indiens dar. Die Möglichkeit, dass eine Kolonie Unabhängigkeit erlangen konnte, ohne überhaupt im Commonwealth zu verbleiben, wurde erstmals in der Cripps Declaration 1942 anerkannt. Die Entscheidung Burmas (seit 1989 Myanmar) 1948, eine eigenständige Republik außerhalb des Commonwealth zu werden, stieß entsprechend auf keinen Widerstand. Indien, Pakistan und schließlich die Kronkolonie Ceylon wurden hingegen Dominions. Mit der London Declaration 1949 wurde schließlich eine Formel gefunden, unter der auch Republiken, so sie es denn wünschten, im Commonwealth verbleiben konnten.

### Commonwealth Realms
Die ehemaligen Kolonien, sowohl die Republiken als auch die Staaten, die weiterhin Monarchien in Personalunion waren, waren nun untereinander und gegenüber dem Vereinigten Königreich vollkommen gleichgestellt. Um dies zum Ausdruck zu bringen, wurde der British Commonwealth in Commonwealth of Nations umbenannt, und die Dominions wurden zunächst schlicht als Commonwealth countries bezeichnet. Der letzte Schritt stellte dann die Bezeichnung der Dominions als Commonwealth Realms dar. Er wurde 1952 durch die britische Bekanntmachung der Thronbesteigung von Elisabeth II. eingeleitet. In dieser wurde sie als Königin dieses Reichs (das heißt Großbritanniens und Nordirlands) und ihrer anderen Reiche und Territorien bezeichnet. Dabei ersetzte die Formulierung „andere Reiche und Territorien“ den älteren Ausdruck „Britische Übersee-Dominions“. Gleichzeitig wurde sie als erster britischer Monarch als Oberhaupt des Commonwealth bezeichnet. Der Begriff Realm leitet sich dabei vom altfranzösischen reaume (heutiges Französisch: royaume = Königreich) ab. Schließlich wurde 1953 in allen bisherigen Dominions ein Royal Style and Titles Act erlassen, der das Konzept der Unabhängigkeit und Gleichrangigkeit der Commonwealth Realms zum Ausdruck brachte. Diesem Konzept wurde auch bei der Unabhängigkeit weiterer Staaten gefolgt.
Die meisten übrigen Commonwealth Realms erhielten ihre Unabhängigkeit im Rahmen des Wind of Change in Afrika, die durch eine berühmt gewordene Rede des britischen Premierministers Harold Macmillan Anfang 1960 eingeleitete Stärkung der Unabhängigkeitsbewegungen in den ehemaligen Kolonien. Auch der Zerfall der Westindischen Föderation in den 1960er Jahren führte zur Unabhängigkeit ihrer ehemaligen Mitgliedsstaaten. Mit der Unabhängigkeit Papua-Neuguineas von Australien 1975 wurde auch dieser Staat zum Commonwealth Realm.

### Republiken im Commonwealth
Einige ehemalige Commonwealth Realms sind mittlerweile eigenständige Republiken im Commonwealth. Als erstes erhielt Indien mit der bereits erwähnten London Declaration diesen Status, 1956 wurde Pakistan erste Islamische Republik, 1960 wurde Ghana Republik, bis in die 1970er Jahre folgten Tanganjika, Nigeria, Uganda, Kenia, Malawi, Gambia und Sierra Leone. Auch Guyana folgte diesem Weg 1970, ebenso wie vier Jahre später Malta und weitere zwei Jahre später Trinidad und Tobago.
Südafrika wurde 1961 nach einem Referendum Republik und trat aus, ist seit 1994 wieder Mitglied des Commonwealth of Nations, jedoch kein Realm mehr.
In Fidschi kam es 1987 zu einem Militärputsch und dem Ende der konstitutionellen Monarchie, in dessen Folge das Land auch aus dem Commonwealth ausgeschlossen wurde. Im Jahre 1997 wurde das Land wieder aufgenommen, am 1. September 2009 jedoch wieder suspendiert.
Seit dem Militärputsch 1987 ist das Land eine Republik, der Große Häuptlingsrat erkennt König Charles III. zwar als obersten Häuptling an, er ist aber trotzdem nicht das Staatsoberhaupt und Fidschi damit kein Commonwealth Realm.
Als gegenwärtig letztes Land sagte sich 2021 Barbados von der Krone los. 2022 erklärten Antigua und Barbuda, die Bahamas und Jamaika, Republiken werden zu wollen, haben diese Absicht aber bislang nicht umgesetzt.

## Verfassungsrechtliche Besonderheiten

### Staatsoberhaupt
In jedem Commonwealth Realm ist Charles III. das Staatsoberhaupt als König dieses Landes. Bezüglich seiner Titulatur ist nichts bekannt.
Die Titulatur von Elisabeth II. folgte den entsprechenden Regeln. Ihre Titulatur setzte sich immer aus ihrem Vornamen, der Regentennummer, dem Zusatz „von Gottes Gnaden“ (by the Grace of God; mit Ausnahme Papua-Neuguineas) und dem Titel „Haupt des Commonwealth“ (Head of the Commonwealth) zusammen.
Unterschiede gibt es in der Titulatur: Zum Teil wurde sie als „des jeweiligen Landes und Ihrer anderen Reiche und Territorien Königin“ (of country X and of Her other Realms and Territories Queen), zum Teil als „Königin des jeweiligen Landes und Ihrer anderen Reiche und Territorien“ (Queen of country X and of Her other Realms and Territories) bezeichnet. Grenada und Kanada verwiesen explizit darauf, dass Elisabeth II. neben der Königin des eigenen Landes auch die des Vereinigten Königreichs ist. Außerdem führte Elisabeth II. im Vereinigten Königreich, Kanada und Neuseeland den Titel Verteidigerin des Glaubens (Defender of the Faith). Geringfügige Unterschiede gibt es auch in der Interpunktion.
Eine Ausnahme bilden die zum Königreich von Neuseeland gehörenden Cookinseln. Auch hier war Elisabeth II. als Queen in her right of New Zealand (etwa: „in ihrem Recht als Königin von Neuseeland“) das Staatsoberhaupt; Änderungen in der Thronnachfolge müssen aber nochmals vom Parlament der Cookinseln und in einem Referendum ratifiziert werden.
Schließt Kanada mit Organisationen oder Personen, die außerhalb des Commonwealth residieren, Verträge irgendwelcher Art, selbst in geringem Umfang, z. B. Arbeitsverträge, so war im Text Her Majesty, the Queen als alleinige Vertragspartnerin aufgeführt. Die Unterschrift markiert dann die jeweilige kanadische Institution.

### Flaggen
Ein weiteres Zeichen der Unabhängigkeit der Commonwealth Realms untereinander und vom Vereinigten Königreich sind die sehr unterschiedlich gestalteten Royal Standards. Dies ist die offizielle Flagge König Charles III. in seiner Funktion als Staatsoberhaupt des jeweiligen Staates. Allerdings führen lediglich Australien, Jamaika, Kanada, Neuseeland und das Vereinigte Königreich eine solche Standarte (eigentlich eine Wappenflagge). Mit Ausnahme der Standarte des Vereinigten Königreichs war allen Royal Standards aber das rosenumrandete gekrönte goldene E auf blauem Grund gemein, wie es auf der persönlichen Flagge Elisabeths zu sehen war. Eine weitere Besonderheit im Vereinigten Königreich ist der eigene Royal Standard für den Teilstaat Schottland.

### Übersicht
| Name                           | Commonwealth Realm seit                                       | Royal Standard                        | Titel des Königs | Übersetzung | Vertreter                               | Standarte                                             |
| ------------------------------ | ------------------------------------------------------------- | ------------------------------------- | --- | --- | --------------------------------------- | ----------------------------------------------------- |
| Antigua und Barbuda            | 1. November 1981 (Unabhängigkeit)                             | keine                                 | Charles the Third, by the Grace of God, King of Antigua and Barbuda and of His other Realms and Territories, Head of the Commonwealth | Charles III., von Gottes Gnaden, König von Antigua und Barbuda und von seinen anderen Reichen und Territorien, Haupt des Commonwealth | Generalgouverneur Rodney Williams       | Flagge des antiguanischen Generalgouverneurs          |
| Australien (1)                 | 9. Oktober 1942 (Ratifizierung des Statuts von Westminster)   | keine                                 | Charles the Third, by the Grace of God King of Australia and His other Realms and Territories, Head of the Commonwealth | Charles III., von Gottes Gnaden König von Australien und von seinen anderen Reichen und Territorien, Haupt des Commonwealth | Generalgouverneurin Sam Mostyn (1)      | Flagge des australischen Generalgouverneurs           |
| Bahamas                        | 10. Juli 1973 (Unabhängigkeit)                                | keine                                 | Charles the Third, by the Grace of God King of the Commonwealth of The Bahamas and of His other Realms and Territories, Head of the Commonwealth | Charles III., von Gottes Gnaden König des Commonwealth der Bahamas und seinen anderen Reiche und Territorien, Haupt des Commonwealth | Generalgouverneurin Cynthia A. Pratt    | Flagge des bahamaischen Generalgouverneurs            |
| Belize                         | 21. September 1981 (Unabhängigkeit)                           | keine                                 | Charles the Third, by the Grace of God, King of Belize and of His Other Realms and Territories, Head of the Commonwealth | Charles III., von Gottes Gnaden, König von Belize und von seinen anderen Reichen und Territorien, Haupt des Commonwealth | Generalgouverneurin Froyla Tzalam       | Flagge des Generalgouverneurs von Belize              |
| Grenada                        | 7. Februar 1974 (Unabhängigkeit)                              | keine                                 | Charles the Third, by the Grace of God, King of the United Kingdom of Great Britain and Northern Ireland and of Grenada and His other Realms and Territories, Head of the Commonwealth | Charles III., von Gottes Gnaden, König des Vereinigten Königreichs von Großbritannien und Nordirland und Grenadas und seinen anderen Reichen und Territorien, Haupt des Commonwealth | Generalgouverneurin Cécile La Grenade   | Flagge des grenadischen Generalgouverneurs            |
| Jamaika                        | 6. August 1962 (Unabhängigkeit)                               | keine                                 | Charles the Third, by the Grace of God, King of Jamaica and of His other Realms and Territories, Head of the Commonwealth | Charles III., von Gottes Gnaden, König von Jamaika und von seinen anderen Reichen und Territorien, Haupt des Commonwealth | Generalgouverneur Patrick Allen         | Flagge des Generalgouverneurs von Jamaika             |
| Kanada (1)                     | 11. Dezember 1931 (Statut von Westminster)                    | Royal Standard der Königin von Kanada | Charles the Third, by the Grace of God, King of the United Kingdom, Canada and His other Realms and Territories, Head of the Commonwealth, Defender of the Faith Charles III, par la grâce de Dieu, roi du Royaume-Uni, du Canada et de ses autres royaumes et territoires, chef du Commonwealth, défenseur de la foi                                                               | Charles III., von Gottes Gnaden, König des Vereinigten Königreichs, Kanadas und seinen anderen Reichen und Territorien König, Haupt des Commonwealth, Verteidiger des Glaubens Charles III., von Gottes Gnaden, König des Vereinigten Königreichs, Kanadas und seinen anderen Reichen und Territorien, Oberhaupt des Commonwealth, Verteidiger des Glaubens | Generalgouverneurin Mary Simon          | Flagge des kanadischen Generalgouverneurs             |
| Neuseeland (2)                 | 25. November 1947 (Ratifizierung des Statuts von Westminster) | Königliche Standarte Neuseelands      | Charles the Third, by the Grace of God King of New Zealand and His Other Realms and Territories, Head of the Commonwealth, Defender of the Faith | Charles III., von Gottes Gnaden König von Neuseeland und seinen anderen Reichen und Territorien, Haupt des Commonwealth, Verteidiger des Glaubens | Generalgouverneurin Cindy Kiro          | Flagge des neuseeländischen Generalgouverneurs        |
| Papua-Neuguinea                | 16. September 1975 (Unabhängigkeit)                           | keine                                 | Charles III, King of Papua New Guinea and His other Realms and Territories, Head of the Commonwealth | Charles III., König von Papua-Neuguinea und seinen anderen Reichen und Territorien, Haupt des Commonwealth | Generalgouverneur Bob Dadae             | Flagge des papua-neuguineischen Generalgouverneurs    |
| Salomonen                      | 7. Juli 1978 (Unabhängigkeit)                                 | keine                                 | Charles the Third, by the Grace of God, King of the Solomon Islands and of His other Realms and Territories, Head of the Commonwealth | Charles III., von Gottes Gnaden, König der Salomonen und seinen anderen Reiche und Territorien, Haupt des Commonwealth | Generalgouverneur David Tiva Kapu       | Flagge des salomonischen Generalgouverneurs           |
| St. Kitts und Nevis            | 19. September 1983 (Unabhängigkeit)                           | keine                                 | Chalres the Third, by the Grace of God, King of Saint Christopher and Nevis and of His other Realms and Territories, Head of the Commonwealth | Charles III., von Gottes Gnaden, König von St. Christopher und Nevis und von seinen anderen Reichen und Territorien, Haupt des Commonwealth | Generalgouverneurin Marcella Liburd     | Flagge des Generalgouverneurs von St. Kitts und Nevis |
| St. Lucia                      | 22. Februar 1979 (Unabhängigkeit)                             | keine                                 | Charles the Third, by the Grace of God, King of Saint Lucia and of His other Realms and Territories, Head of the Commonwealth | Charles III., von Gottes Gnaden, König von St. Lucia und von seinen anderen Reichen und Territorien, Haupt des Commonwealth | Generalgouverneur Cyril Errol Charles   | Flagge des lucianischen Generalgouverneurs            |
| St. Vincent und die Grenadinen | 27. Oktober 1979 (Unabhängigkeit)                             | keine                                 | Charles the Third, by the Grace of God, King of Saint Vincent and the Grenadines and of His other Realms and Territories, Head of the Commonwealth | Charles III., von Gottes Gnaden, König von St. Vincent und die Grenadinen und von seinen anderen Reichen und Territorien, Haupt des Commonwealth | Generalgouverneur Susan Dougan          | Flagge des vincentischen Generalgouverneurs           |
| Tuvalu                         | 1. Oktober 1978 (Unabhängigkeit)                              |                                       | Charles the Third, by the Grace of God, King of Tuvalu and of His other Realms and Territories, Head of the Commonwealth | Charles III., von Gottes Gnaden, König von Tuvalu und von seinen anderen Reichen und Territorien, Haupt des Commonwealth | Generalgouverneur Tofiga Vaevalu Falani | Flagge des tuvaluischen Generalgouverneurs            |
| Vereinigtes Königreich         |                                                               | (England) bzw. (Schottland)           | Charles the Third, by the Grace of God, King of the United Kingdom of Great Britain and Northern Ireland and of His other Realms and Territories, Head of the Commonwealth, Defender of the Faith Siarl III, trwy Ras Duw, Brenin Teyrnas Unedig Prydain Fawr a Gogledd Iwerddon a'i theyrnasoedd a'i thiriogaethau eraill, Pennaeth y Gymanwlad, Amddiffynnydd y Ffydd (Walisisch) | Charles III., von Gottes Gnaden, König des Vereinigten Königreichs von Großbritannien und Nordirland und seiner anderen Reiche und Territorien, Haupt des Commonwealth, Verteidiger des Glaubens | (Staatsräte)                            |                                                       |

(1) Im bundesstaatlich verfassten Australien und Kanada ist der König nicht nur Oberhaupt der jeweiligen Föderation, sondern zugleich auch jedes einzelnen Teilstaates; folglich werden in jedem Bundesstaat (Australien) bzw. jeder Provinz (Kanada) zusätzliche Gouverneure als Repräsentanten des Monarchen ernannt.
(2) Das Realm of New Zealand besteht aus Neuseeland, den Cookinseln, Niue und Tokelau (sowie aus neuseeländischer Sicht dem von Neuseeland beanspruchten Ross-Nebengebiet). Der Vertreter des Monarchen auf den Cookinseln ist gemäß dem Letters Patent Constituting the Office of Governor-General of New Zealand der Generalgouverneur von Neuseeland. In der neuseeländischen Landessprache Maori hat Charles III. keinen offiziellen Titel, er wird allgemein jedoch als Kotuku bezeichnet.
Hauptartikel: Liste der neuseeländischen Monarchen

### Ehemalige Commonwealth Realms und jetzige Republiken
| Name                                      | Commonwealth Realm seit                               | Commonwealth Realm bis zum                                | Royal Standard                                     | Vertreter                                                             | Standarte |
| ----------------------------------------- | ----------------------------------------------------- | --------------------------------------------------------- | -------------------------------------------------- | --------------------------------------------------------------------- | --- |
| Barbados                                  | 30. November 1966 (Unabhängigkeit)                    | 30. November 2021                                         | Royal Standard der Königin von Barbados            | Generalgouverneure von Barbados                                       | Flagge des Generalgouverneurs von Barbados |
| / Ceylon (jetzt Sri Lanka)                | 4. Februar 1948 (Unabhängigkeit)                      | 22. Mai 1972                                              | keine                                              | Generalgouverneure des Dominion Ceylon                                | Flagge des Generalgouverneurs des Dominion Ceylon (1948–1953) · Flagge des Generalgouverneurs des Dominion Ceylon (1953–1972)                                                                                      |
| Fidschi                                   | 10. Oktober 1970 (Unabhängigkeit)                     | 6. Oktober 1987                                           | keine                                              | Generalgouverneure von Fidschi                                        | Flagge des Generalgouverneurs von Fidschi |
| Gambia                                    | 18. Februar 1965 (Unabhängigkeit)                     | 24. April 1970                                            | keine                                              | Generalgouverneure von Gambia                                         | Flagge des Generalgouverneurs von Gambia |
| Ghana                                     | 6. März 1957 (Unabhängigkeit)                         | 1. Juli 1960                                              | keine                                              | Generalgouverneure von Ghana                                          | Flagge des Generalgouverneurs von Ghana |
| Guyana                                    | 26. Mai 1966 (Unabhängigkeit)                         | 23. Februar 1970                                          | keine                                              | Generalgouverneure von Guyana                                         | Flagge des Generalgouverneurs von Guyana |
| Indien                                    | 15. August 1947 (Unabhängigkeit)                      | 26. Januar 1950                                           | keine                                              | Generalgouverneure von Indien                                         | Flagge des Generalgouverneurs von Indien |
| Irischer Freistaat                        | 6. Dezember 1922 (Unabhängigkeit)                     | 29. Dezember 1937                                         | keine                                              | Generalgouverneure des Irischen Freistaats (bis 11. Dezember 1936)    | |
| Irland                                    | 29. Dezember 1937                                     | 18. April 1949                                            | keine                                              | keine                                                                 | keine |
| Kenia                                     | 12. Dezember 1963 (Unabhängigkeit)                    | 12. Dezember 1964                                         | keine                                              | Generalgouverneure von Kenia                                          | Flagge des Generalgouverneurs von Kenia |
| Malawi                                    | 6. Juli 1964 (Unabhängigkeit)                         | 6. Juli 1966                                              | keine                                              | Generalgouverneure von Malawi                                         | Flagge des Generalgouverneurs von Malawi |
| Malta                                     | 21. September 1964 (Unabhängigkeit)                   | 13. Dezember 1974                                         | Royal Standard der Königin von Malta               | Generalgouverneure von Malta                                          | Flagge des Generalgouverneurs von Malawi |
| Mauritius                                 | 12. März 1968 (Unabhängigkeit)                        | 12. März 1992                                             | Royal Standard der Königin von Mauritius           | Generalgouverneure von Mauritius                                      | Flagge des Generalgouverneurs von Mauritius |
| Nigeria                                   | 1. Oktober 1954 (Unabhängigkeit)                      | 1. Oktober 1963                                           | keine                                              | Generalgouverneure von Nigeria                                        | Flagge des Generalgouverneurs von Nigeria |
| Pakistan                                  | 15. August 1947 (Unabhängigkeit)                      | 23. März 1956                                             | keine                                              | Generalgouverneure des Dominion Pakistan                              | Flagge des Generalgouverneurs des Dominion Pakistan (1947–1952) · Flagge des Generalgouverneurs des Dominion Pakistan (1952–1956)                                                                                  |
| / Rhodesien (jetzt Simbabwe)              | 11. November 1965 (einseitig erklärte Unabhängigkeit) | 2. März 1970 (Ausrufung der Republik durch die Regierung) | keine                                              | Gouverneur von Südrhodesien bzw. Officer Administering the Government | Flagge des Gouverneur von Südrhodesien (1952–1970) |
| Sierra Leone                              | 27. April 1961 (Unabhängigkeit)                       | 19. April 1971                                            | Royal Standard der Königin von Sierra Leone        | Generalgouverneure von Sierra Leone                                   | Flagge des Generalgouverneurs von Sierra Leone |
| / Südafrikanische Union (jetzt Südafrika) | 31. Mai 1910 (Unabhängigkeit)                         | 31. Mai 1961                                              | keine                                              | Generalgouverneure der Südafrikanischen Union                         | Flagge des Generalgouverneurs der Südafrikanischen Union (1910–1931) · Flagge des Generalgouverneurs der Südafrikanischen Union (1931–1952) · Flagge des Generalgouverneurs der Südafrikanischen Union (1952–1961) |
| Tanganjika (jetzt Tansania)               | 9. Dezember 1961 (Unabhängigkeit)                     | 9. Dezember 1962                                          | keine                                              | Generalgouverneure von Tanganjika                                     | Flagge des Generalgouverneurs von Tanganjika |
| Trinidad und Tobago                       | 31. August 1962 (Unabhängigkeit)                      | 1. August 1976                                            | Royal Standard der Königin von Trinidad und Tobago | Generalgouverneure von Trinidad und Tobago                            | Flagge des Generalgouverneure von Trinidad und Tobago |
| Uganda                                    | 9. Oktober 1962 (Unabhängigkeit)                      | 9. Oktober 1963                                           | keine                                              | Generalgouverneure von Uganda                                         | Flagge des Generalgouverneurs von Uganda |